# Abstracionismo lírico

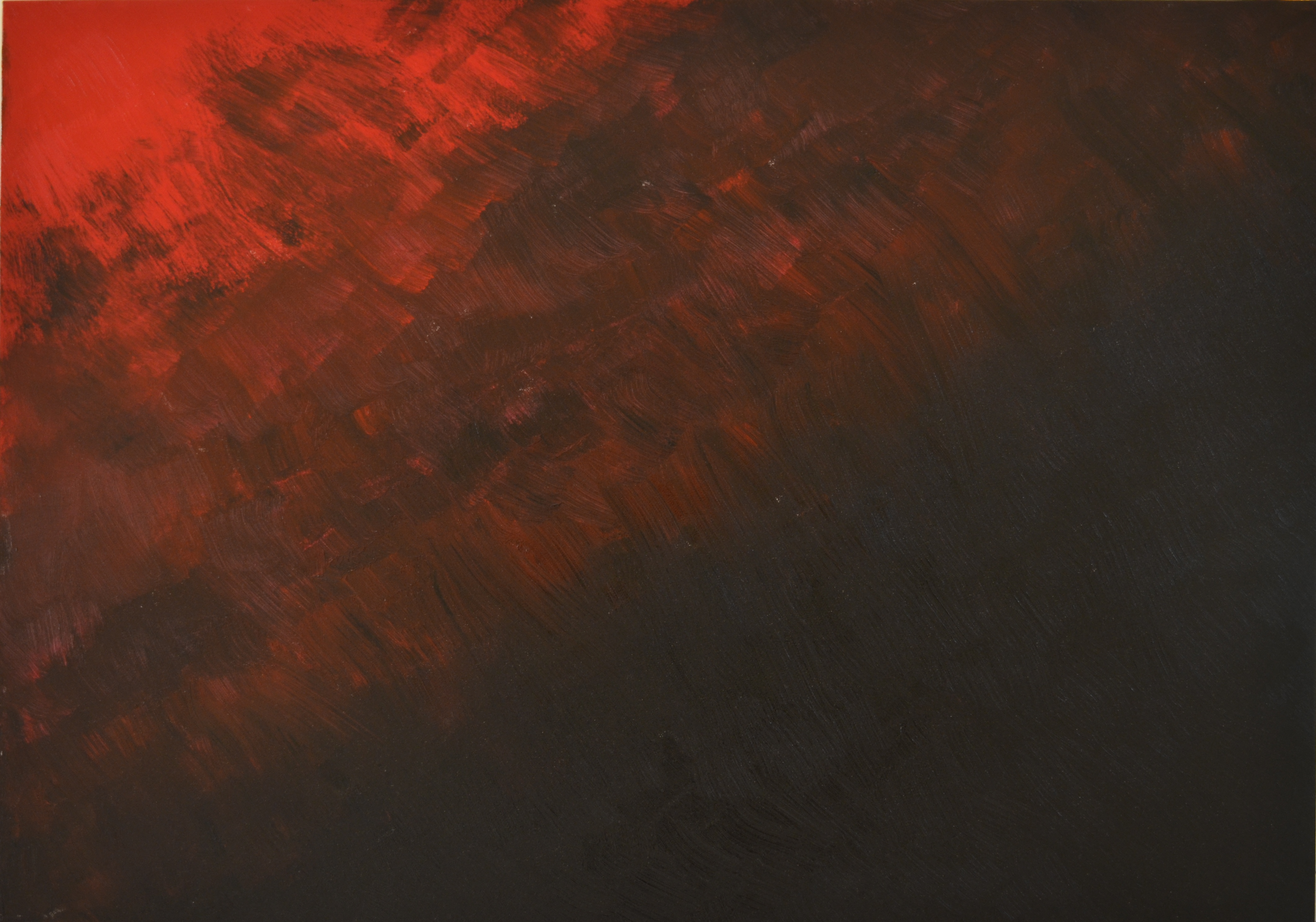
Exemplo de expressionismo abstrato contemporâneo, Natalia Plachta Fernandes, Storm

Abstracionismo lírico, ou abstracionismo expressivo, inspirava-se no instinto, no inconsciente e na intuição para construir uma arte imaginária ligada a uma "necessidade interior"; tendo sido influenciado pelo expressionismo, mais propriamente no Der Blaue Reiter . Aparece como reação às grandes revoluções do século XX, nomeadamente a Primeira Guerra Mundial.
O jogo de formas orgânicas e as cores vibrantes eram bem patentes; mas também a linha de contorno sobressaía nesta arte nitidamente não figurativa . Procurava uma aproximação à música, onde a expressividade dos sons se transformava em linguagem artística. É desta forma que o abstracionismo lírico pretende igualar ou mesmo superar a música, transformando manchas de cor e linhas em ideias e simbolismos subjetivos.